# Minotauros

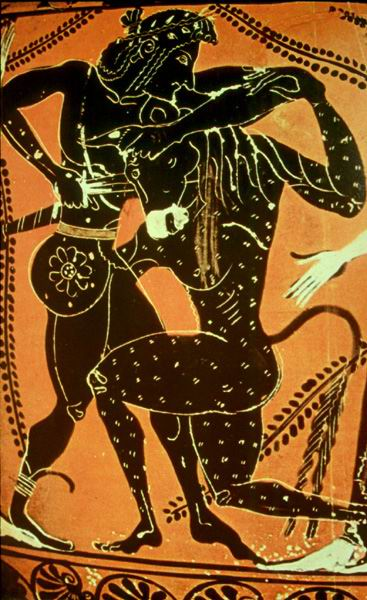
Theseus och Minotauros.

Minotauros (grekiska: Μινώταυρος; latin: Minotaurus; 'Minos tjur') var ett monster i grekisk mytologi, till hälften människa, till hälften tjur. Minotauros höll till på Kreta i en labyrint ritad av uppfinnaren Daidalos på uppdrag av kung Minos. Till sist kom hjälten Theseus att döda Minotauros.
På Kreta var tjuren även känd som Asterion, efter Minos fosterfars namn.

## Bakgrund
Poseidon sände en tjur till Kreta för att offras av kungen Minos, men han behöll den istället. Detta förargade Poseidon och som straff lät han förtrolla Minos hustru Pasifaë så att hon blev förälskad i tjuren. För att tillfredsställa sina udda lustar gick hon till Daidalos för att få hjälp. Han byggde då en ihålig träko som Pasifaë kunde krypa in i för att förverkliga sin kärlek. På så sätt kunde tjuren betäcka henne och Minotauros blev frukten av detta.

## Minotauros och Theseus
Efter att Kreta gått vinnande ur ett krig med Aten blev atenarna tvingade att betala tribut till Kreta. Tributen bestod i sju jungfrur och sju unga män som skulle skickas till Kreta vart nionde år (enligt vissa källor varje år), för att offras till Minotauros. När Theseus, som var kung Aigeus av Atens son, fick höra talas om detta anmälde han sig frivilligt till nästkommande resa. Väl där fick han hjälp av kung Minos dotter Ariadne som gav honom ett garnnystan som hjälpte honom att hitta ut ur den vidsträckta labyrinten. Theseus vann striden med Minotauros och återvände till Aten.

## Efterspel
Före avresan mot Kreta hade Theseus lovat sin far, kung Aigeus, att han skulle hissa vita segel, istället för de vanliga svarta, på hemresan om det hade gått bra. Detta glömde Theseus och kungen blev så utom sig av sorg när han såg de svarta seglen att han begick självmord genom att kasta sig i havet. Detta har gett namn till det Egeiska havet.